# Piotr Soprunienko
Piotr Karpowicz Soprunienko (ros. Петр Карпович Сопруненко, ur. 5 maja?/18 maja 1908 we wsi Isajky w rejonie bohusławskim w guberni kijowskiej, zm. 23 czerwca 1992 w Moskwie) – generał major, funkcjonariusz radzieckich organów bezpieczeństwa, zbrodniarz komunistyczny.

## Życiorys
Był funkcjonariuszem Ludowego Komisariatu Spraw Wewnętrznych (NKWD) i Ministerstwa Spraw Wewnętrznych ZSRR (MWD), m.in. szefem Zarządu do spraw Jeńców Wojennych NKWD i jednym z głównych organizatorów i wykonawców masowego mordu dokonanego wiosną 1940 roku na oficerach Wojska Polskiego w ramach zbrodni katyńskiej.
Służbę w organach bezpieczeństwa Soprunienko rozpoczął w czerwcu 1939 roku, przechodząc tam z Armii Czerwonej, gdzie wcześniej sprawował wiele funkcji dowódczych (członkiem WKP(b) i żołnierzem Armii Czerwonej był od 1928). Także w 1938 roku ukończył Akademię Wojskową im. Michaiła Frunzego. Do 19 września 1939 roku pełnił służbę w sekretariacie Ludowego Komisariatu Spraw Wewnętrznych ZSRR (NKWD). Następnie, po wydaniu przez ówczesnego szefa NKWD Ławrientija Berię rozkazu Nr 0308 z dnia 19 września 1939 powołującego Zarząd do spraw Jeńców Wojennych NKWD, stanął na jego czele.
Soprunienko był jednym z głównych organizatorów mordu na oficerach Wojska Polskiego, polskiego wywiadu i kontrwywiadu wojskowego i Policji Państwowej (zbrodnia katyńska). Na czele Zarządu ds. Jeńców Wojennych Soprunienko stał do 12 lutego 1943 roku, lecz pracował tam do maja 1944 roku, piastując wyższe stanowiska, pełniąc równocześnie funkcję komendanta obozu.
Od maja 1944 do maja 1945 roku sprawował funkcję szefa Zarządu NKWD, a następnie, do października 1946 roku, zarządu spraw wewnętrznych. Przez następny rok, czyli do października 1947, służył w Zarządzie Kadr Ministerstwa Spraw Wewnętrznych ZSRR w stopniu generała majora.
W 1963 przeszedł w stan spoczynku.

## Udział w śledztwie w sprawie zbrodni katyńskiej
W 1990 roku był przesłuchiwany w śledztwie w sprawie zbrodni katyńskiej przez prokuratorów rosyjskiej Głównej Prokuratury Wojskowej, jednak nie udzielił odpowiedzi na część zadawanych mu pytań.

## Stopnie
- 1936 – kapitan Armii Czerwonej
- 1938 – major Armii Czerwonej
- 1940 – kapitan bezpieczeństwa państwowego (Głównego Zarządu Bezpieczeństwa Państwowego-NKWD)
- 1942 – major bezpieczeństwa państwowego (Głównego Zarządu Bezpieczeństwa Państwowego)
- 1943 – pułkownik bezpieczeństwa państwowego (NKWD))
- 1943 – komisarz bezpieczeństwa państwowego (NKWD)
- 1945 – generał major (NKWD)

## Odznaczenia
- Order Czerwonej Gwiazdy (dwukrotnie - 27 września 1943 i 15 stycznia 1945)
- Order Czerwonego Sztandaru
- Order „Znak Honoru” (26 kwietnia 1940)
- Order Wojny Ojczyźnianej I klasy (10 kwietnia 1945)
- Medal „Za zwycięstwo nad Niemcami w Wielkiej Wojnie Ojczyźnianej 1941–1945”
- Medal jubileuszowy „30 lat Armii Radzieckiej i Floty”
- Odznaka Zasłużonego Pracownika NKWD (18 lutego 1946)